# دهستان بجنداگ
دهستان بجنداگ (به لاتین: Bjendag Gewog) یک دهستان در کشور بوتان است که در ناحیهٔ وانگدودودرنگ واقع شده‌است.